# Liste der Länderspiele der vanuatuischen Futsalnationalmannschaft
Die Liste der Länderspiele der vanuatuischen Futsalnationalmannschaft beinhaltet alle A-Länderspiele dieser Auswahl. Die Auswahl bestritt am 15. Juni 1992 ihr erstes Länderspiel bei der OFC Futsal Championship.
| Nr. | Datum      | Ergebnis | Gegner          | Austragungsort | Anlass                        | Bemerkung                                               |
| --- | ---------- | -------- | --------------- | -------------- | ----------------------------- | ------------------------------------------------------- |
| 01  | 15.06.1992 | 1:8      | Australien      | Brisbane       | OFC Futsal Championship       | Erstes Länderspiel, Erstes Länderspiel gegen Australien |
| 02  | 17.06.1992 | 9:4      | Neuseeland      | Brisbane       | OFC Futsal Championship       | Erster Sieg, Erstes Länderspiel gegen Neuseeland        |
| 03  | 18.06.1992 | 3:8      | Australien      | Brisbane       | OFC Futsal Championship       |                                                         |
| 04  | 20.06.1992 | 6:4      | Neuseeland      | Brisbane       | OFC Futsal Championship       |                                                         |
| 05  | 03.08.1996 | 10:2     | Samoa           | Port Vila      | OFC Futsal Championship       | Erstes Spiel gegen Samoa                                |
| 06  | 04.08.1996 | 2:1      | Fidschi         | Port Vila      | OFC Futsal Championship       | Erstes Spiel gegen Fidschi                              |
| 07  | 05.08.1996 | 1:4      | Australien      | Port Vila      | OFC Futsal Championship       |                                                         |
| 08  | 06.08.1996 | 5:4      | Samoa           | Port Vila      | OFC Futsal Championship       |                                                         |
| 09  | 07.08.1996 | 5:5      | Fidschi         | Port Vila      | OFC Futsal Championship       |                                                         |
| 10  | 08.08.1996 | 3:5      | Australien      | Port Vila      | OFC Futsal Championship       |                                                         |
| 11  | 21.08.1999 | 2:2      | Papua-Neuguinea | Port Vila      | OFC Futsal Championship       | Erstes Länderspiel gegen Papua-Neuguinea                |
| 12  | 23.08.1999 | 4:2      | Neuseeland      | Port Vila      | OFC Futsal Championship       |                                                         |
| 13  | 24.08.1999 | 5:0      | Cookinseln      | Port Vila      | OFC Futsal Championship       | Erstes Länderspiel gegen die Cookinseln                 |
| 14  | 26.08.1999 | 5:5      | Fidschi         | Port Vila      | OFC Futsal Championship       |                                                         |
| 15  | 27.08.1999 | 6:2      | Samoa           | Port Vila      | OFC Futsal Championship       |                                                         |
| 16  | 28.08.1999 | 1:5      | Australien      | Port Vila      | OFC Futsal Championship       |                                                         |
| 17  | 25.07.2004 | 2:4      | Neuseeland      | Canberra       | OFC Futsal Championship       |                                                         |
| 18  | 26.07.2004 | 5:1      | Fidschi         | Canberra       | OFC Futsal Championship       |                                                         |
| 19  | 27.07.2004 | 7:4      | Samoa           | Canberra       | OFC Futsal Championship       |                                                         |
| 20  | 28.07.2004 | 7:1      | Salomonen       | Canberra       | OFC Futsal Championship       | Erstes Länderspiel gegen die Salomonen                  |
| 21  | 29.07.2004 | 0:1      | Australien      | Canberra       | OFC Futsal Championship       |                                                         |
| 22  | 08.06.2008 | 6:0      | Tuvalu          | Suva           | OFC Futsal Championship       | Erstes Länderspiel gegen Tuvalu                         |
| 23  | 09.06.2008 | 1:2      | Neuseeland      | Suva           | OFC Futsal Championship       |                                                         |
| 24  | 10.06.2008 | 11:1     | Neukaledonien   | Suva           | OFC Futsal Championship       | Erstes Länderspiel gegen Neukaledonien                  |
| 25  | 11.06.2008 | 5:2      | Fidschi         | Suva           | OFC Futsal Championship       |                                                         |
| 26  | 12.06.2008 | 5:1      | Salomonen       | Suva           | OFC Futsal Championship       |                                                         |
| 27  | 14.06.2008 | 1:2      | Tahiti          | Suva           | OFC Futsal Championship       | Erstes Länderspiel gegen Tahiti                         |
| 28  | 06.07.2009 | 1:2      | Fidschi         | Suva           | OFC Futsal Championship       |                                                         |
| 29  | 07.07.2009 | 4:5      | Neukaledonien   | Suva           | OFC Futsal Championship       |                                                         |
| 30  | 08.07.2009 | 0:11     | Salomonen       | Suva           | OFC Futsal Championship       |                                                         |
| 31  | 10.07.2009 | 6:2      | Neukaledonien   | Suva           | OFC Futsal Championship 3./4. |                                                         |
| 32  | 08.08.2010 | 7:1      | Tuvalu          | Suva           | OFC Futsal Championship       |                                                         |
| 33  | 09.08.2010 | 5:4      | Neukaledonien   | Suva           | OFC Futsal Championship       |                                                         |
| 34  | 10.08.2010 | 2:3      | Neuseeland      | Suva           | OFC Futsal Championship       |                                                         |
| 35  | 11.08.2010 | 3:8      | Salomonen       | Suva           | OFC Futsal Championship       |                                                         |
| 36  | 13.08.2010 | 4:2      | Tahiti          | Suva           | OFC Futsal Championship       |                                                         |
| 37  | 14.08.2010 | 0:4      | Fidschi         | Suva           | OFC Futsal Championship       |                                                         |
| 38  | 16.05.2011 | 9:2      | Kiribati        | Suva           | OFC Futsal Championship       | Erstes Länderspiel gegen Kiribati                       |
| 39  | 17.05.2011 | 5:2      | Fidschi         | Suva           | OFC Futsal Championship       |                                                         |
| 40  | 18.05.2011 | 4:6      | Neuseeland      | Suva           | OFC Futsal Championship       |                                                         |
| 41  | 19.05.2011 | 1:13     | Salomonen       | Suva           | OFC Futsal Championship sf    |                                                         |
| 42  | 20.05.2011 | 1:1      | Neuseeland      | Suva           | OFC Futsal Championship 3./4. | Neuseeland siegt 5:4 im Penalty                         |

- 1992: Gleichzeitig WM-Qualifikation (Australien)
- 1996: Gleichzeitig WM-Qualifikation (Australien)
- 1999: Gleichzeitig WM-Qualifikation (Australien)
- 2004: Gleichzeitig WM-Qualifikation (Australien)
- 2008: Gleichzeitig WM-Qualifikation (Salomonen)